# Apomys microdon
Apomys microdon är en däggdjursart som beskrevs av Hollister 1913. Apomys microdon ingår i släktet Apomys och familjen råttdjur. IUCN kategoriserar arten globalt som livskraftig. Inga underarter finns listade.
Arten blir med svans 219 till 238 mm lång, svanslängden är 124 till 138 mm och vikten ligger vid 21 till 24 g. Apomys microdon har 26 till 27 mm och 18 till 19 mm stora öron. Den mjuka pälsen på ovansidan är brun med orange skugga och undersidans päls är intensiv orangebrun. Ibland finns vita fläckar på buken. Djuret liknar i kroppsformen en vanlig husmus med stora ögon och stora öron.
Denna gnagare förekommer på Luzon och på några mindre öar i norra Filippinerna. I bergstrakter når arten 2150 meter över havet. Habitatet utgörs av olika slags skogar.
Individerna är nattaktiva. De går på marken och klättrar i växtligheten. Födan utgörs av daggmaskar, insekter och frön. Honor föder troligen 2 eller 3 ungar per kull.